# Audi allroad quattro
Der Audi allroad quattro (seit 2006 Audi A6 allroad quattro)  ist eine Schlechtwege-Variante des Audi A6 Avant. Er unterscheidet sich vom Ursprungsmodell durch den serienmäßigen permanenten Allradantrieb mit Luftfederung, eine größere Bodenfreiheit, sowie ausgestellte und geschützte Kotflügel vorne und hinten. Mit der Niveauregulierung kann die Bodenfreiheit vierstufig (C5) verstellt werden. Im höchsten Niveau wird eine Bodenfreiheit von 208 Millimetern beim C5 und 185 Millimetern beim C6 erreicht. Bei höheren Geschwindigkeiten wird das Niveau automatisch wieder abgesenkt, um den Luftwiderstand zu verringern.
Die erste Generation des allroad quattro konnte optional auch mit einem Untersetzungsgetriebe (Low Range) geordert werden.
Eingeführt wurde der Audi allroad quattro, um für den Ende der 1990er Jahre speziell in den USA wachsenden kommerziellen Erfolg der Fahrzeuggattung SUV ein eigenes Angebot zu haben, bis Audi erst 2005 mit dem Audi Q7 ein tatsächliches SUV vorstellen konnte. Ironischerweise war der C5 damaligen SUVs in Tests bezüglich Geländegängigkeit gelegentlich überlegen.
Die Preise für Modelle der C6-Serie begannen bei 51.300 EUR (Diesel-) und 54.600 EUR (Ottomotor). (Stand: Februar 2010)

## allroad quattro (C5, 1999–2005)
Die Produktion des allroad quattro begann Ende 1999. Erstmals öffentlich gezeigt wurde er auf dem Genfer Auto-Salon 2000. Er kam im Frühjahr 2000 als Ableger des damals aktuellen A6 zuerst mit dem 2,7-Liter-V6-Ottomotor und dem 2,5-Liter-V6-TDI Dieselmotor auf den Markt.
Mitte 2002 wurde das Aussehen des allroad quattro überarbeitet, allerdings weniger umfangreich, als beim normalen A6. Die äußeren Anpassungen beschränkten sich im Wesentlichen auf den von nun an gleich großen rechten Außenspiegel und die Rückleuchten. Von da an war auch der 4,2-Liter-V-Achtzylinder-Ottomotor verfügbar, ein Jahr später kam noch ein leistungsschwächerer 2,5-Liter-V6-TDI-Dieselmotor, den es nur mit Schaltgetriebe gab, hinzu.
Im Sommer 2005 wurde die Produktion des allroad quattro beendet.

### Technische Daten
| Modell  | Motorkennung    | Motorart    | Motorbauart | Aufladung         | Ventile | Hubraum cm³ | max. Leistung                  | max. Drehmoment            | Höchstgeschwindigkeit vmax, km/h | Beschleunigung, 0–100 km/h, s | Bauzeitraum       |
| ------- | --------------- | ----------- | ----------- | ----------------- | ------- | ----------- | ------------------------------ | -------------------------- | -------------------------------- | ----------------------------- | ----------------- |
| 2.5 TDI | BFC / BCZ       | Dieselmotor | V6          | Turbolader        | 24      | 2496        | 120 kW (163 PS) bei 4000 min−1 | 310 Nm bei 1400–3600 min−1 | 203                              | 10,4                          | 04/2003 – 07/2005 |
| 2.5 TDI | AKE / BDH / BAU | Dieselmotor | V6          | Turbolader        | 24      | 2496        | 132 kW (180 PS) bei 4000 min−1 | 370 Nm bei 1500–2500 min−1 | 207                              | 9,5                           | 02/2000 – 07/2005 |
| 2.7 T   | ARE / BES       | Ottomotor   | V6          | Biturbo-Aufladung | 30      | 2671        | 184 kW (250 PS) bei 5800 min−1 | 350 Nm bei 1800–4500 min−1 | 236                              | 7,4                           | 02/2000 – 07/2005 |
| 4.2     | BAS             | Ottomotor   | V8          | –                 | 40      | 4172        | 220 kW (300 PS) bei 6200 min−1 | 380 Nm bei 2700–4600 min−1 | 240                              | 7,2                           | 05/2002 – 07/2005 |

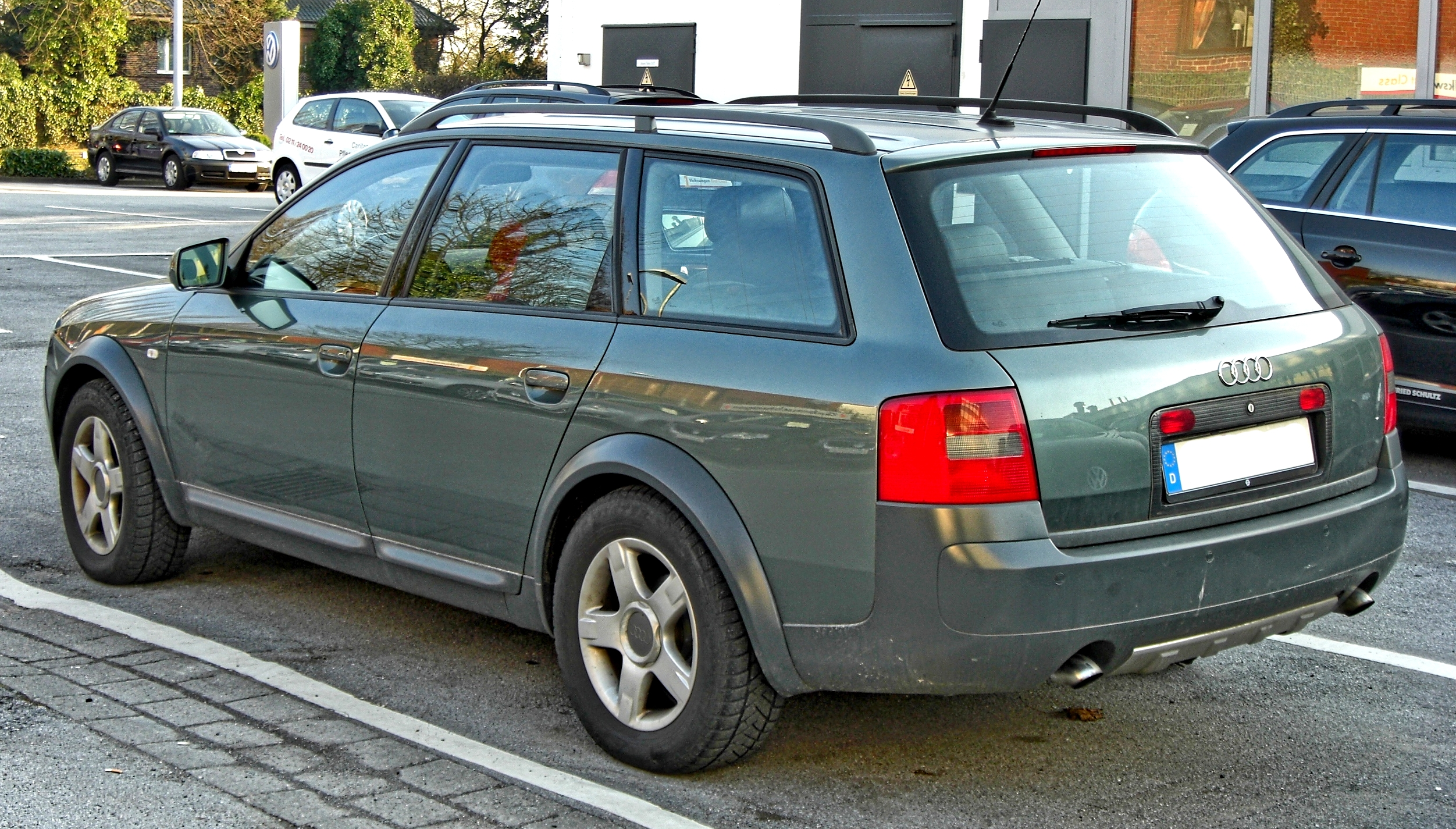
Heckansicht
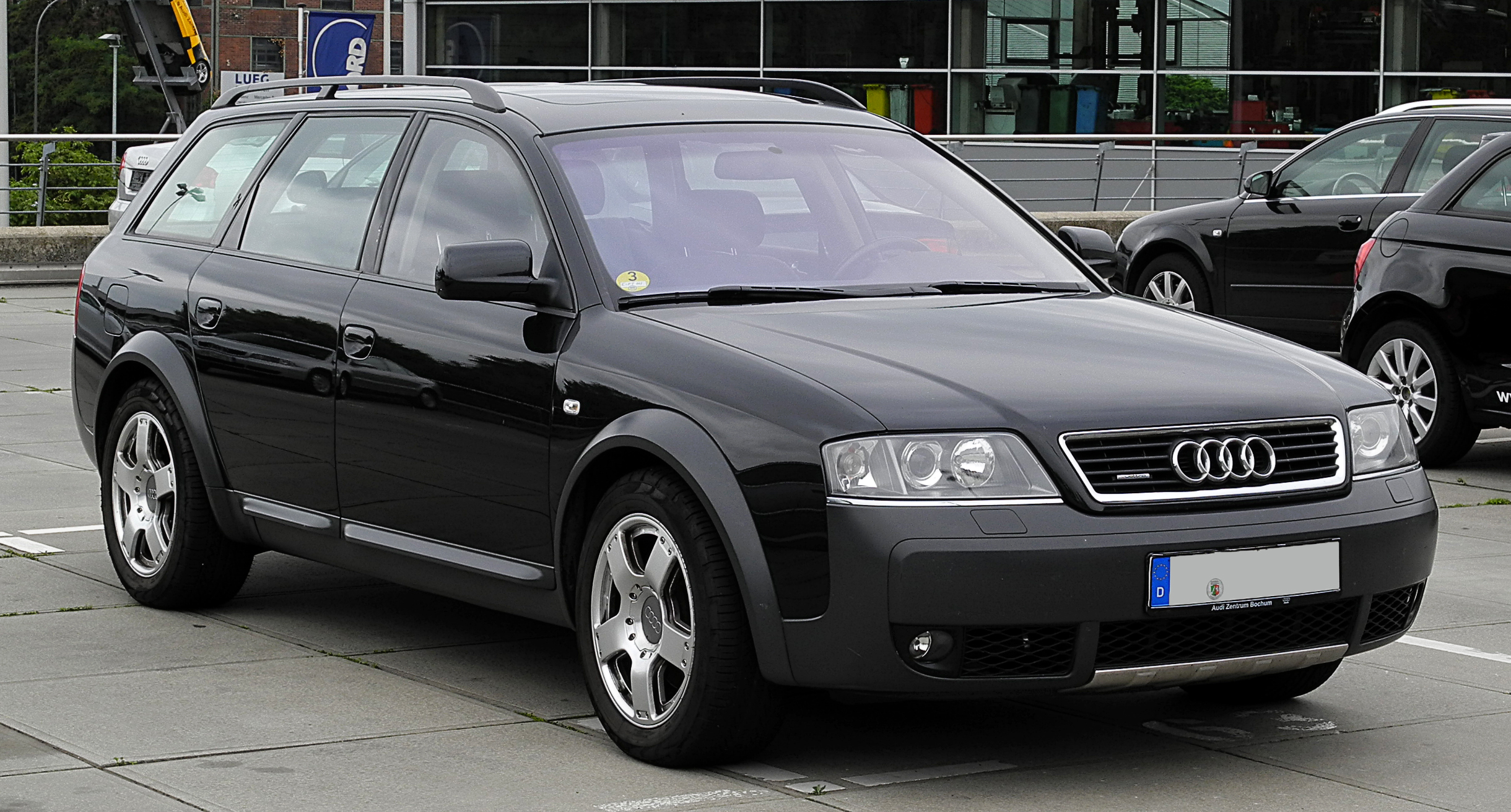
Audi allroad quattro (2002–2005)
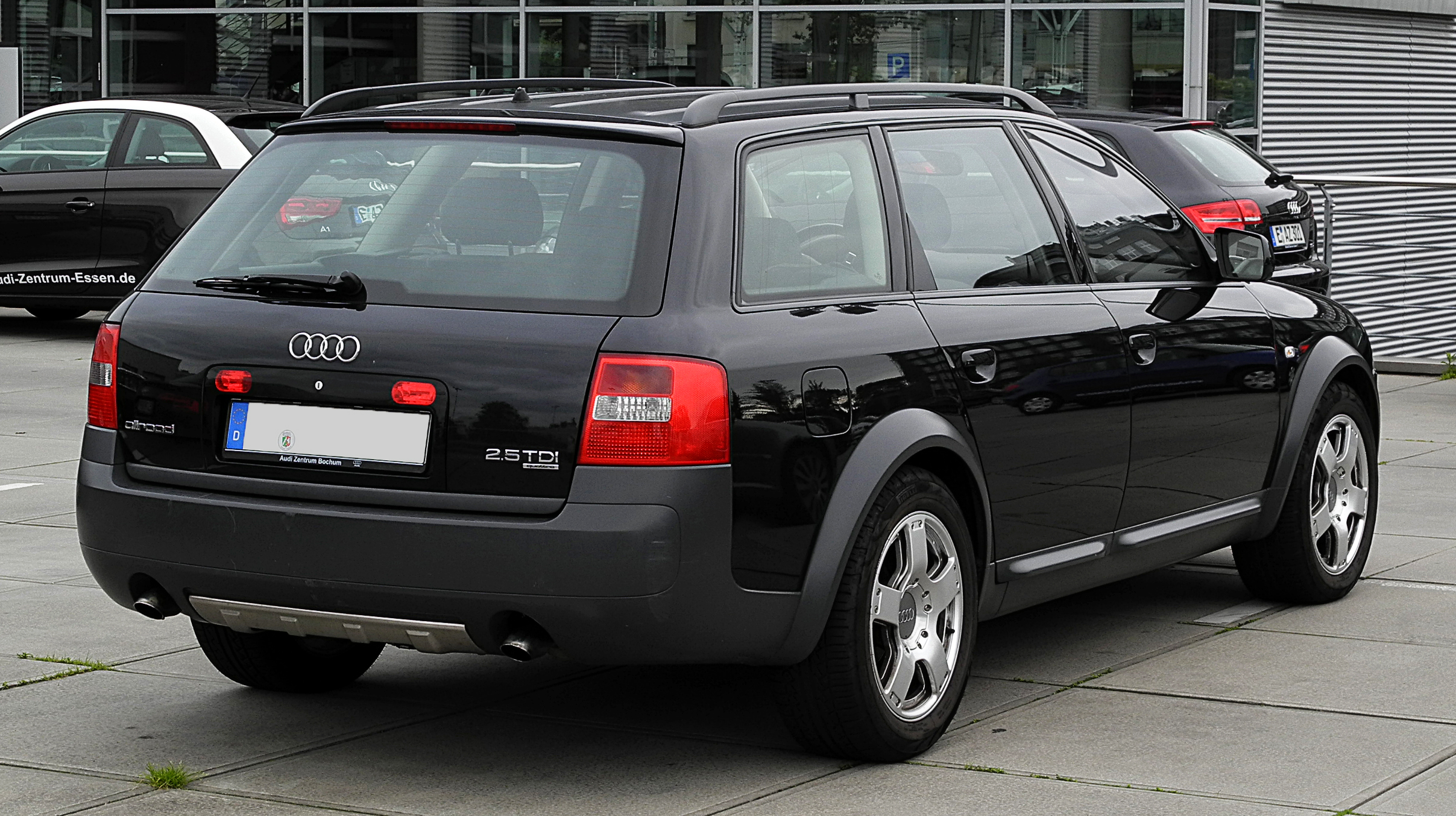
Heckansicht

## A6 allroad quattro (C6, 2006–2011)
Zwei Jahre nach dem erneuerten A6 kam im Mai 2006 das neue Modell auf den Markt, das jetzt als A6 allroad quattro bezeichnet wurde. Die Öffentlichkeitspremiere fand formal auf dem Genfer Auto-Salon 2006 statt.  Von Anfang an standen folgende Triebwerke zur Auswahl:
- 2.7 TDI: 2,7 Liter Hubraum, 132 kW (180 PS), V6-Dieselmotor mit Turbolader und Direkteinspritzung per Common-Rail
- 3.0 TDI: 3,0 Liter Hubraum, 171 kW (233 PS), V6-Dieselmotor mit Turbolader und Direkteinspritzung per Common-Rail
- 3.2 FSI: 3,2 Liter Hubraum, 188 kW (255 PS), V6-Ottomotor mit Direkteinspritzung (FSI)
- 4.2 FSI: 4,2 Liter Hubraum, 257 kW (350 PS), V8-Ottomotor mit Direkteinspritzung (FSI)

### Modellpflege

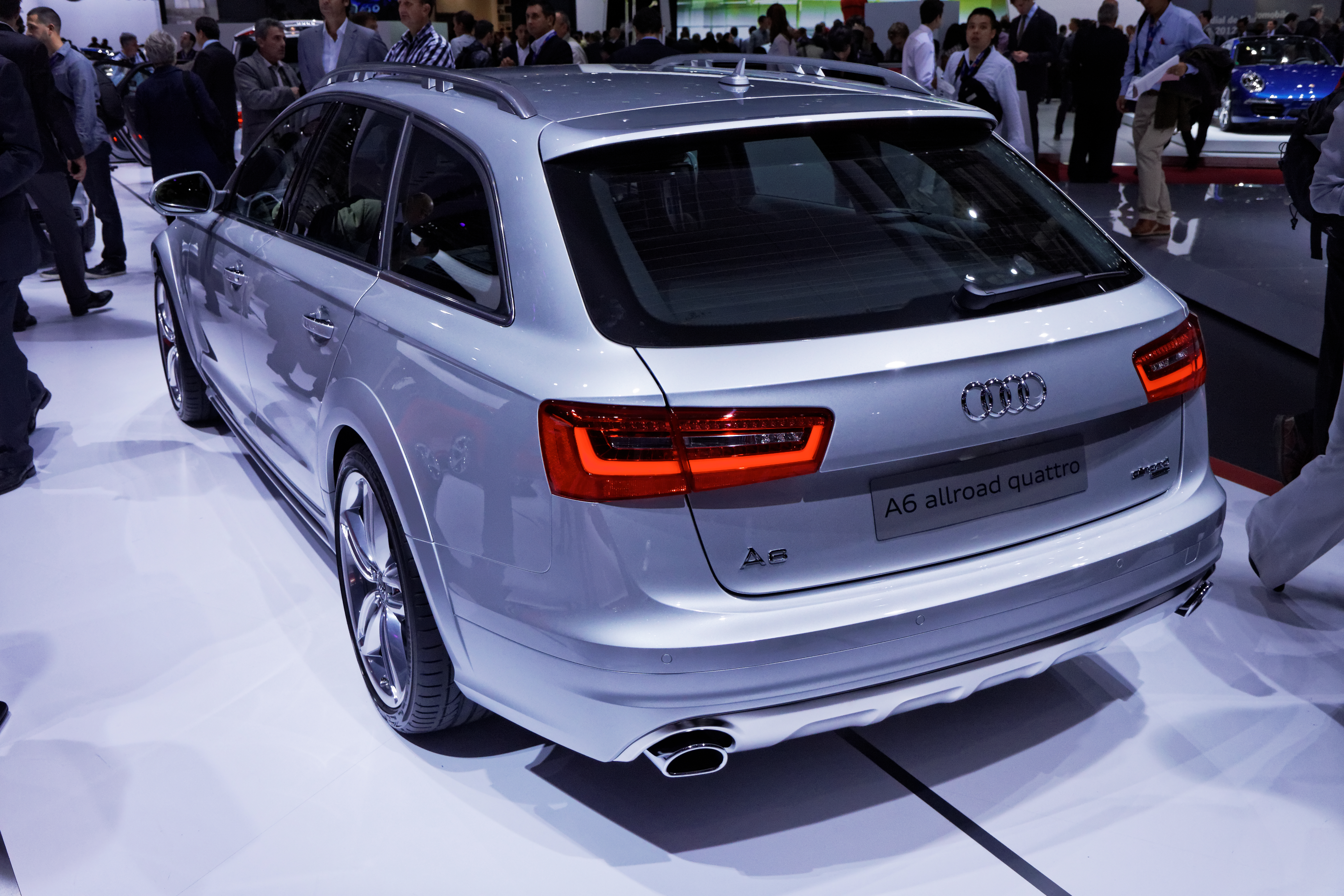
Heckansicht (2012–2014)

Analog zur Modellpflege des A6 wurde Ende 2008 auch der allroad quattro überarbeitet. Neben Designretuschen wurden auch die Motoren (bis auf den 4.2 FSI) überarbeitet bzw. der neue 3.0 TFSI ins Programm aufgenommen:
- 2.7 TDI: 2,7 Liter Hubraum, 140 kW (190 PS), V6-Dieselmotor mit Turbolader und Direkteinspritzung per Common-Rail
- 3.0 TDI: 3,0 Liter Hubraum, 176 kW (240 PS), V6-Dieselmotor mit Turbolader und Direkteinspritzung per Common-Rail
- 3.0 TFSI: 3,0 Liter Hubraum, 213 kW (290 PS), V6-Ottomotor mit Kompressoraufladung und Direkteinspritzung (FSI)
- 4.2 FSI: 4,2 Liter Hubraum, 257 kW (350 PS), V8-Ottomotor mit Direkteinspritzung (FSI)

Ende 2011 wurde die Produktion beendet.

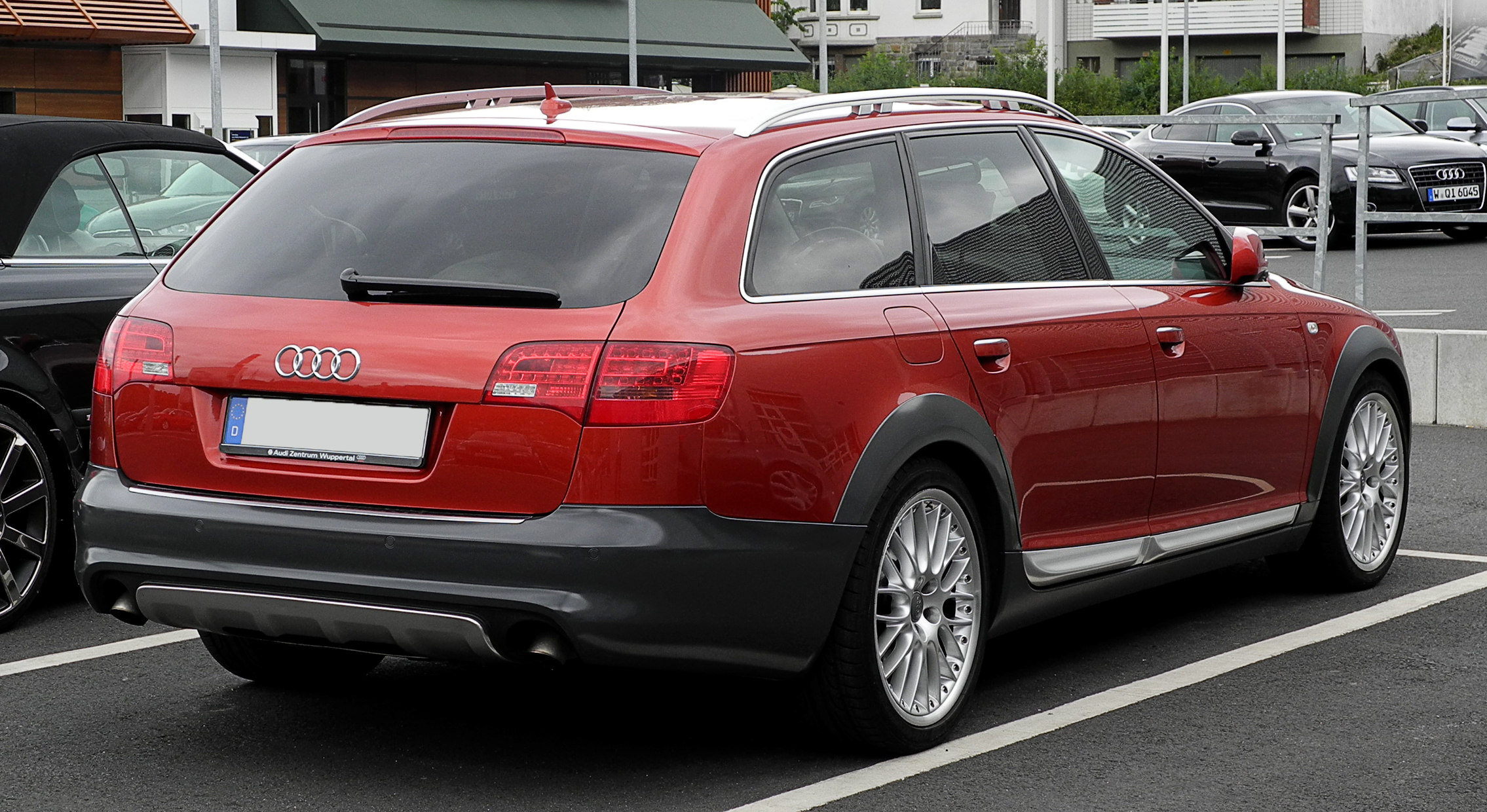
Heckansicht
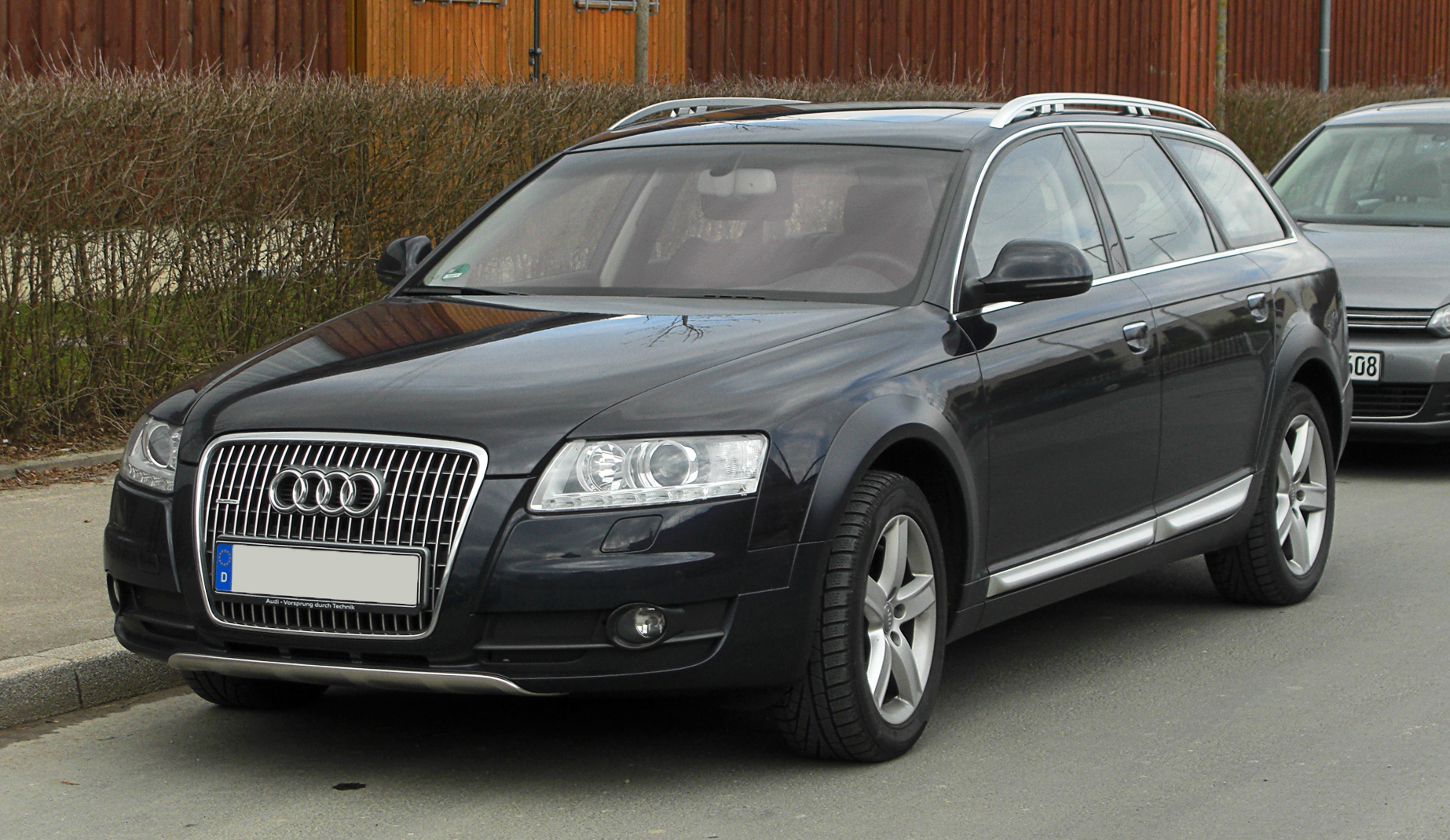
Audi A6 allroad quattro (2008–2011)
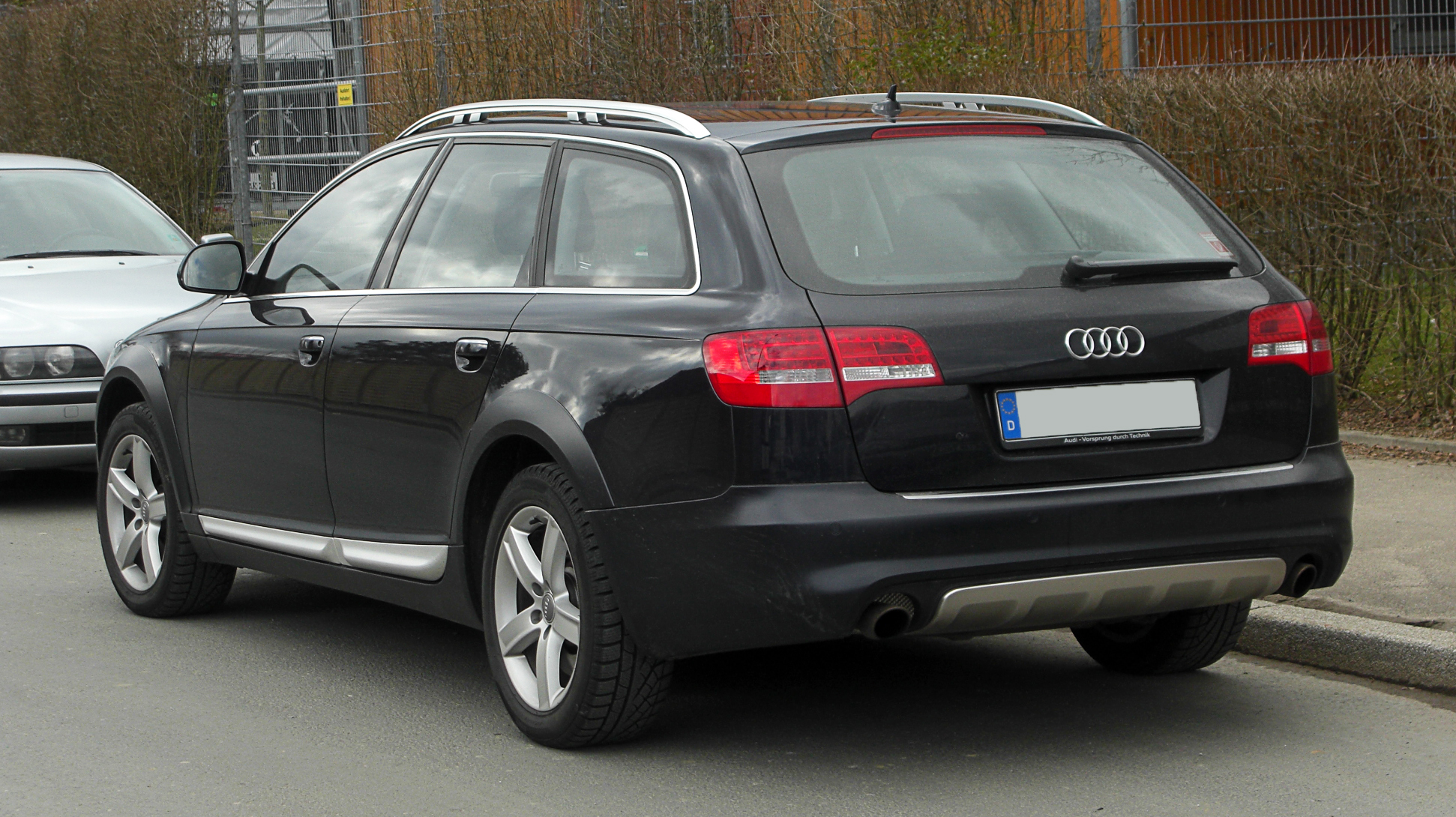
Heckansicht

### Technische Daten
| Modell       | Motorkennung | Motorart    | Motorbauart | Ventile | Hubraum cm³ | max. Leistung                       | max. Drehmoment                                         | Höchstgeschwindigkeit, vmax, km/h | Beschleunigung, 0–100 km/h, s | Bauzeitraum     |
| ------------ | ------------ | ----------- | ----------- | ------- | ----------- | ----------------------------------- | ------------------------------------------------------- | --------------------------------- | ----------------------------- | --------------- |
| 3.0 TFSI     | CAJA         | Ottomotor   | V6          | 30      | 2995        | 213 kW (290 PS) bei 4850–6800 min−1 | 420 Nm bei 2500–4850 min−1                              | 250                               | 6,3                           | 10/2008–12/2010 |
| 3.2 FSI      | AUK          | Ottomotor   | V6          | 30      | 3123        | 188 kW (255 PS) bei 6500 min−1      | 330 Nm bei 3250 min−1                                   | 242 [240]                         | 7,2 [7,7]                     | 05/2006–08/2008 |
| 4.2 FSI      | BVJ          | Ottomotor   | V8          | 40      | 4163        | 257 kW (350 PS) bei 6800 min−1      | 440 Nm bei 3500 min−1                                   | 250                               | 6,3                           | 05/2006–12/2010 |
| 2.7 TDI (CR) | BPP          | Dieselmotor | V6          | 24      | 2698        | 132 kW (180 PS) bei 3300–4500 min−1 | 380 Nm bei 1400–3300 min−1                              | 215                               | 9,3                           | 03/2006–08/2008 |
| 2.7 TDI (CR) | CANC         | Dieselmotor | V6          | 24      | 2698        | 140 kW (190 PS) bei 3500–4400 min−1 | 450 Nm bei 1750–2250 min−1                              | 218                               | 8,8                           | 10/2008–10/2011 |
| 3.0 TDI (CR) | ASB          | Dieselmotor | V6          | 24      | 2967        | 171 kW (233 PS) bei 4000 min−1      | 450 Nm bei 1400–3250 min−1                              | 231 [230]                         | 7,5 [7,8]                     | 05/2006–08/2008 |
| 3.0 TDI (CR) | CDYC, CDYA   | Dieselmotor | V6          | 24      | 2967        | 176 kW (240 PS) bei 4000–4400 min−1 | 450 Nm bei 1400–3500 min−1 [500 Nm bei 1500–3000 min−1] | 233                               | 7,2 [7,4]                     | 10/2008–10/2011 |

- Werte in [ ] Klammern mit 6-stufigem Automatikgetriebe „tiptronic“.

## A6 allroad quattro (C7, 2012–2018)
Die dritte Generation des A6 allroad quattro wurde seit Anfang 2012 produziert und wurde wie die Vorgängergenerationen formal erstmals öffentlich auf dem Genfer Auto-Salon desselben Jahres gezeigt. Sie war mit einem 3,0-Liter-Ottomotor erhältlich, im September 2014 wurde das alte Modell durch ein neues Modell ersetzt, dieses Fahrzeug erfüllt bereits die Euro-6-Abgasnorm. Jedoch wurde die Produktion im April 2016 beendet. Die ursprünglich drei 3,0-Liter-Dieselmotoren wurden ebenfalls überarbeitet. Inzwischen gibt es daher vier 3,0-Liter-Dieselmotor-Modelle, sie haben die drei Ursprungsmodelle komplett ersetzt. Die neuen Modelle sind deutlich sparsamer und erfüllen bereits die Euro-6-Abgasnorm.

### Modellpflege
Im Oktober 2014 wurde parallel zur A6-Reihe auch der allroad quattro einem Facelift unterzogen.
Erkennbar ist dies an modifizierten Scheinwerfern, geändertem Kühlergrill, anderen Stoßfängern und Schwellern sowie modernisierten Rückleuchten.
Technisch wurde zudem nahezu die gesamte Motorenpalette optimiert, durch erhöhte Leistung aber dennoch niedrigem Kraftstoffverbrauch. Der einzige Ottomotor, 3.0 TFSI, leistet nun 245 kW (333 PS) und die diversen Ausführungen des 3.0 TDI decken nun ein Spektrum von 140 kW (190 PS) bis 235 kW (320 PS) ab.

### Technische Daten
|                                            | 3.0 TFSI                   | 3.0 TFSI                   | 3.0 TDI                    | 3.0 TDI                    | 3.0 TDI                    | 3.0 TDI                    | 3.0 TDI                    | 3.0 TDI                    | 3.0 TDI                    |
| ------------------------------------------ | -------------------------- | -------------------------- | -------------------------- | -------------------------- | -------------------------- | -------------------------- | -------------------------- | -------------------------- | -------------------------- |
| Bauzeitraum                                | 01/2012–09/2014            | 09/2014–04/2016            | 10/2015–08/2017            | 01/2012–09/2014            | 09/2014–08/2018            | 01/2012–09/2014            | 09/2014–05/2018            | 01/2012–09/2014            | 09/2014–05/2018            |
| Motorkennbuchstabe                         | CGWD                       | CREC                       | CZVF                       | CLAA, CLAB                 | CZVA                       | CDUD, CKVC                 | CRTD                       | CGQB                       | CVUA                       |
| Motorbaureihe                              |                            |                            |                            |                            |                            |                            |                            |                            |                            |
| Motorart                                   | Ottomotor                  | Ottomotor                  | Dieselmotor                | Dieselmotor                | Dieselmotor                | Dieselmotor                | Dieselmotor                | Dieselmotor                | Dieselmotor                |
| Motorbauart                                | V-Bauart                   | V-Bauart                   | V-Bauart                   | V-Bauart                   | V-Bauart                   | V-Bauart                   | V-Bauart                   | V-Bauart                   | V-Bauart                   |
| Motoraufladung                             | Kompressor                 | Kompressor                 | Turbolader                 | Turbolader                 | Turbolader                 | Turbolader                 | Turbolader                 | Bi-Turbolader              | Bi-Turbolader              |
| Gemischaufbereitung                        | Direkteinspritzung         | Direkteinspritzung         | Common-Rail-Einspritzung   | Common-Rail-Einspritzung   | Common-Rail-Einspritzung   | Common-Rail-Einspritzung   | Common-Rail-Einspritzung   | Common-Rail-Einspritzung   | Common-Rail-Einspritzung   |
| Zylinder/Ventile                           | 6/24                       | 6/24                       | 6/24                       | 6/24                       | 6/24                       | 6/24                       | 6/24                       | 6/24                       | 6/24                       |
| Hubraum                                    | 2995 cm³                   | 2995 cm³                   | 2967 cm³                   | 2967 cm³                   | 2967 cm³                   | 2967 cm³                   | 2967 cm³                   | 2967 cm³                   | 2967 cm³                   |
| max. Leistung bei min−1                    | 228 kW (310 PS)/ 5500–6500 | 245 kW (333 PS)/ 5300–6500 | 140 kW (190 PS)/ 2750–5000 | 150 kW (204 PS)/ 3250–4500 | 160 kW (218 PS)/ 3250–5000 | 180 kW (245 PS)/ 4000–4500 | 200 kW (272 PS)/ 3500–4250 | 230 kW (313 PS)/ 3900–4500 | 235 kW (320 PS)/ 3900–4600 |
| max. Drehmoment bei min−1                  | 440 Nm/ 2900–4500          | 440 Nm/ 2900–5300          | 500 Nm/ 1250–2500          | 450 Nm/ 1250–3500          | 500 Nm/ 1250–2500          | 580 Nm/ 1750–2500          | 580 Nm/ 1250–3250          | 650 Nm/ 1450–2800          | 650 Nm/ 1400–2800          |
| Antriebsart, Serie                         | Allradantrieb              | Allradantrieb              | Allradantrieb              | Allradantrieb              | Allradantrieb              | Allradantrieb              | Allradantrieb              | Allradantrieb              | Allradantrieb              |
| Getriebeart, Serie                         | 7-Gang-S tronic            | 7-Gang-S tronic            | 7-Gang-S tronic            | 7-Gang-S tronic            | 7-Gang-S tronic            | 7-Gang-S tronic            | 7-Gang-S tronic            | 8-Gang-tiptronic           | 8-Gang-tiptronic           |
| Leergewicht                                | 1930 kg                    | 1945 kg                    | 1965 kg                    | 1930 kg                    | 1965 kg                    | 1930–1955 kg               | 1970 kg                    | 1985 kg                    | 2030 kg                    |
| max. Zuladung                              | 650 kg                     | 635 kg                     | 630 kg                     | 650 kg                     | 630 kg                     | 650 kg                     | 630 kg                     | 650 kg                     | 630 kg                     |
| max. Anhängelast                           | 2500 kg                    | 2500 kg                    | 2500 kg                    | 2500 kg                    | 2500 kg                    | 2500 kg                    | 2500 kg                    | 2500 kg                    | 2500 kg                    |
| Beschleunigung, 0–100 km/h                 | 5,9 s                      | 5,8 s                      | 7,9 s                      | 7,9 s                      | 7,3 s                      | 6,6–6,7 s                  | 6,2 s                      | 5,6 s                      | 5,5 s                      |
| Höchstgeschwindigkeit                      | 250 km/h (1)               | 250 km/h (1)               | 221 km/h                   | 223 km/h                   | 227 km/h                   | 236 km/h                   | 250 km/h (1)               | 250 km/h (1)               | 250 km/h (1)               |
| Kraftstoffverbrauch auf 100 km, kombiniert | 8,9 Liter Super            | 8,0 Liter Super            | 5,5 Liter Diesel           | 6,1 Liter Diesel           | 5,6 Liter Diesel           | 6,3 Liter Diesel           | 5,6 Liter Diesel           | 6,7 Liter Diesel           | 6,5 Liter Diesel           |
| CO2-Emission                               | 206 g/km                   | 185 g/km                   | 145 g/km                   | 159 g/km                   | 149 g/km                   | 165 g/km                   | 149 g/km                   | 176 g/km                   | 172 g/km                   |
| Abgasnachbehandlung, PM                    | –                          | –                          | Dieselrußpartikelfilter    | Dieselrußpartikelfilter    | Dieselrußpartikelfilter    | Dieselrußpartikelfilter    | Dieselrußpartikelfilter    | Dieselrußpartikelfilter    | Dieselrußpartikelfilter    |
| Abgasnorm                                  | Euro 5                     | Euro 6                     | Euro 6                     | Euro 5                     | Euro 6                     | Euro 5/Euro 6 (2)          | Euro 6                     | Euro 5                     | Euro 6                     |

## A6 allroad quattro (C8, 2019–2025)

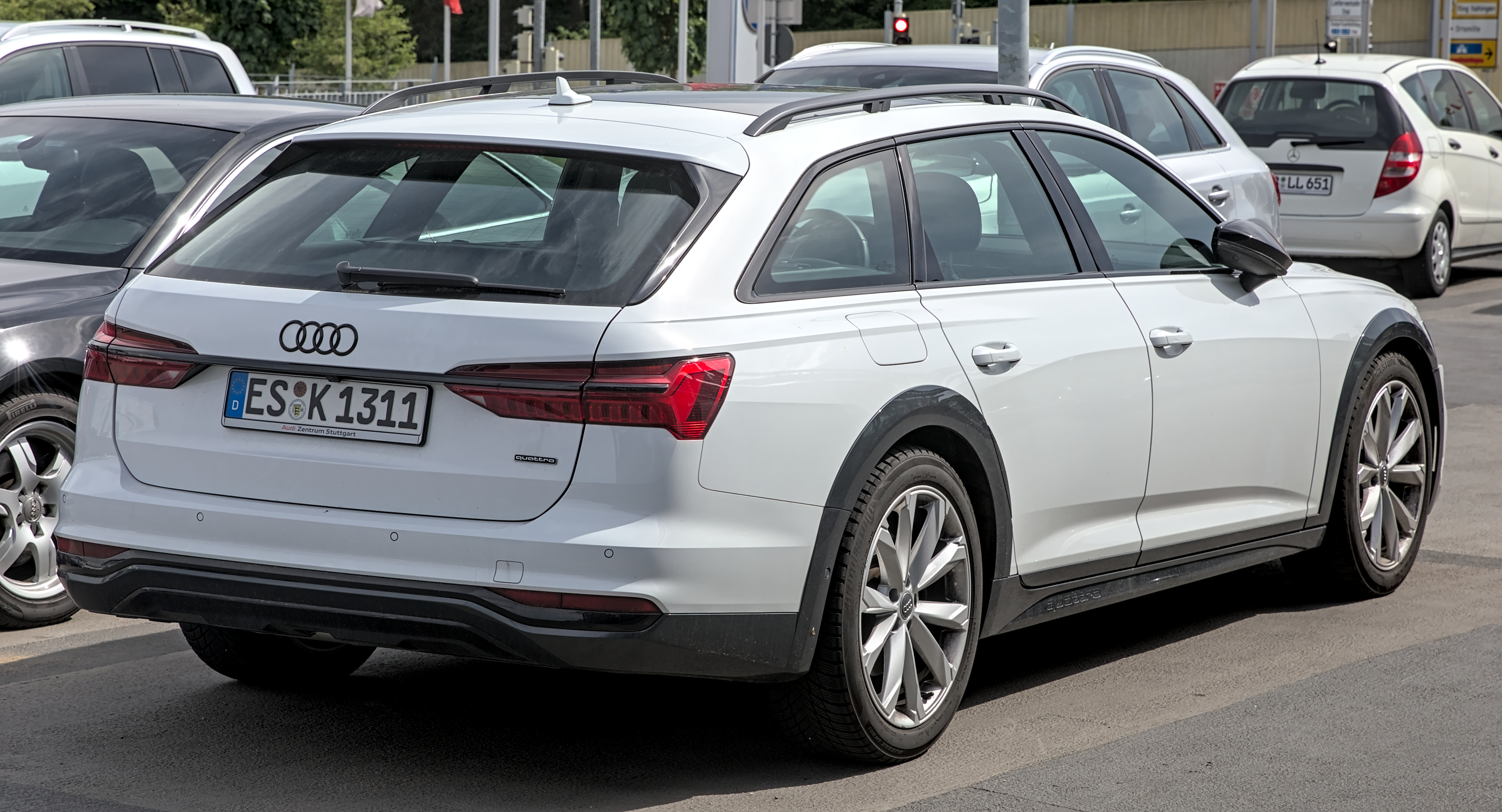
Heckansicht

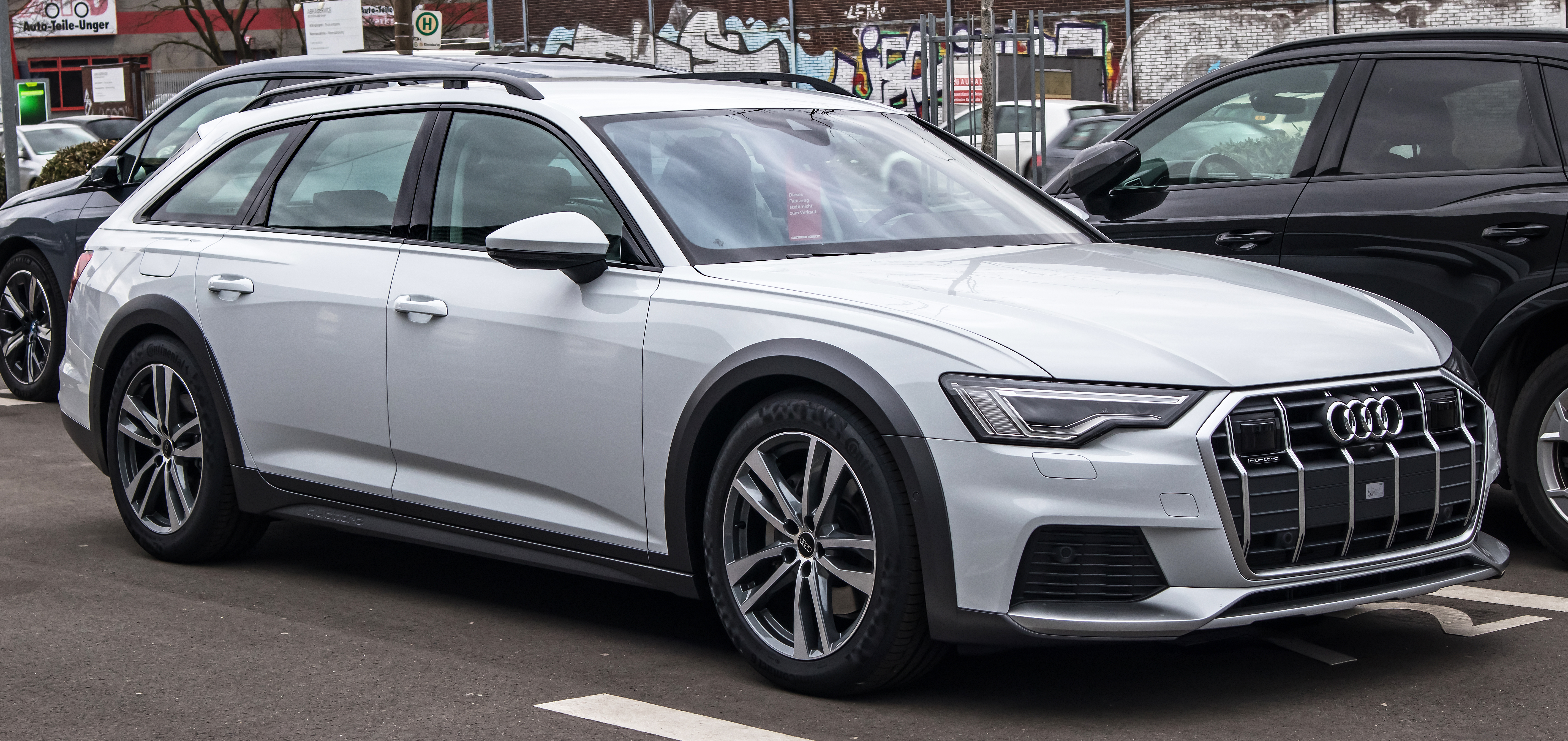
Audi A6 allroad quattro (2023–2025)

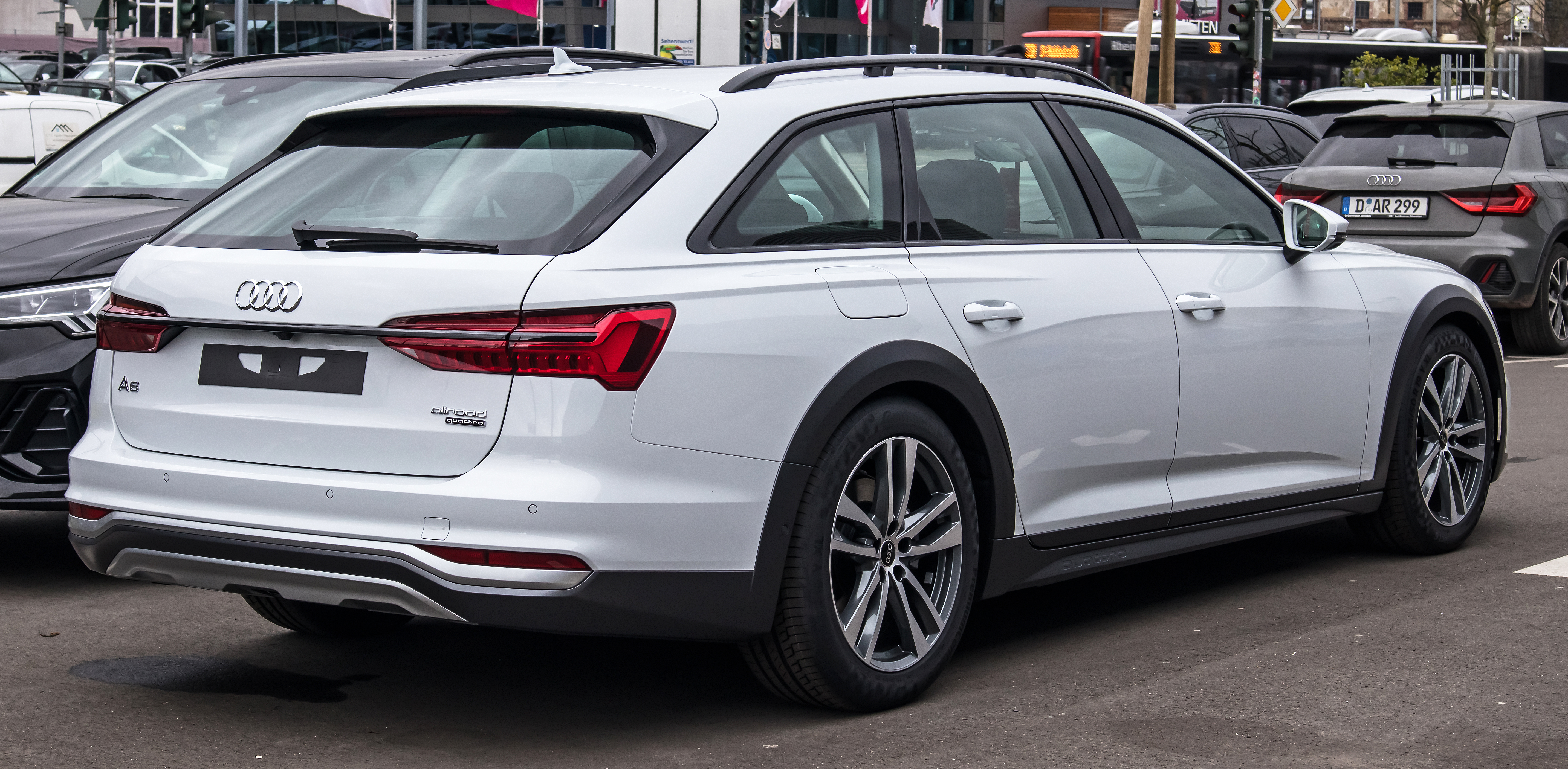
Heckansicht

Anfang Juni 2019 stellte Audi den neuen A6 allroad quattro auf Basis des A6 C8 vor. Zum Marktstart war ausschließlich ein Dreiliter-V6-Dieselmotor in drei Leistungsstufen erhältlich. Außerdem legte Audi zur Modelleinführung das Sondermodell „20 years allroad“ auf. Eine überarbeitete Version debütierte im Mai 2023.

### Technische Daten
|                                            | 55 TFSI                   | 55 TFSI                   | 55 TFSI                   | 40 TDI                    | 40 TDI                    | 45 TDI                    | 45 TDI                    | 45 TDI                    | 50 TDI                    | 50 TDI                    | 50 TDI                    | 55 TDI                                  | 55 TDI                                  | 55 TDI                                  |
| ------------------------------------------ | ------------------------- | ------------------------- | ------------------------- | ------------------------- | ------------------------- | ------------------------- | ------------------------- | ------------------------- | ------------------------- | ------------------------- | ------------------------- | --------------------------------------- | --------------------------------------- | --------------------------------------- |
| Bauzeitraum                                | 09/2019–10/2020           | 11/2020–04/2023           | 10/2023–03/2025           | 11/2020–04/2023           | 11/2023–03/2025           | 09/2019–10/2020           | 12/2020–04/2023           | 10/2023–03/2025           | 09/2019–10/2020           | 11/2020–04/2023           | 10/2023–03/2025           | 09/2019–10/2020                         | 11/2020–04/2023                         | 10/2023–03/2025                         |
| Motorkennbuchstabe                         | DLZA                      |                           |                           |                           |                           | DDVE                      |                           |                           | DDVB                      |                           |                           |                                         |                                         |                                         |
| Motorbaureihe                              | VW EA839                  | VW EA839                  | VW EA839                  | VW EA288 evo              | VW EA288 evo              | VW EA897evo2              | VW EA897 evo3             | VW EA897 evo3             | VW EA897evo2              | VW EA897 evo3             | VW EA897 evo3             | VW EA897evo2                            | VW EA897 evo3                           | VW EA897 evo3                           |
| Motorart                                   | Ottomotor                 | Ottomotor                 | Ottomotor                 | Dieselmotor               | Dieselmotor               | Dieselmotor               | Dieselmotor               | Dieselmotor               | Dieselmotor               | Dieselmotor               | Dieselmotor               | Dieselmotor                             | Dieselmotor                             | Dieselmotor                             |
| Motorbauart                                | V-Bauart                  | V-Bauart                  | V-Bauart                  | Reihenbauart              | Reihenbauart              | V-Bauart                  | V-Bauart                  | V-Bauart                  | V-Bauart                  | V-Bauart                  | V-Bauart                  | V-Bauart                                | V-Bauart                                | V-Bauart                                |
| Motoraufladung                             | Turbolader                | Turbolader                | Turbolader                | Turbolader                | Turbolader                | Turbolader                | Turbolader                | Turbolader                | Turbolader                | Turbolader                | Turbolader                | VTG-Turbolader, elektrischer Verdichter | VTG-Turbolader, elektrischer Verdichter | VTG-Turbolader, elektrischer Verdichter |
| Gemischaufbereitung                        | Benzindirekteinspritzung  | Benzindirekteinspritzung  | Benzindirekteinspritzung  | Common-Rail-Einspritzung  | Common-Rail-Einspritzung  | Common-Rail-Einspritzung  | Common-Rail-Einspritzung  | Common-Rail-Einspritzung  | Common-Rail-Einspritzung  | Common-Rail-Einspritzung  | Common-Rail-Einspritzung  | Common-Rail-Einspritzung                | Common-Rail-Einspritzung                | Common-Rail-Einspritzung                |
| Zylinder/Ventile                           | 6/24                      | 6/24                      | 6/24                      | 4/16                      | 4/16                      | 6/24                      | 6/24                      | 6/24                      | 6/24                      | 6/24                      | 6/24                      | 6/24                                    | 6/24                                    | 6/24                                    |
| Hubraum                                    | 2995 cm³                  | 2995 cm³                  | 2995 cm³                  | 1968 cm³                  | 1968 cm³                  | 2967 cm³                  | 2967 cm³                  | 2967 cm³                  | 2967 cm³                  | 2967 cm³                  | 2967 cm³                  | 2967 cm³                                | 2967 cm³                                | 2967 cm³                                |
| max. Leistung bei min−1                    | 250 kW (340 PS)/5000–6400 | 250 kW (340 PS)/5000–6400 | 250 kW (340 PS)/5200–6400 | 150 kW (204 PS)/3800–4200 | 150 kW (204 PS)/3800–4200 | 170 kW (231 PS)/3250–4700 | 180 kW (245 PS)/3500–4750 | 180 kW (245 PS)/3500–4750 | 210 kW (286 PS)/3500–4000 | 210 kW (286 PS)/3500–4000 | 210 kW (286 PS)/3500–4000 | 257 kW (349 PS)/3850–4000               | 253 kW (344 PS)/3850–4000               | 253 kW (344 PS)/3850–4000               |
| max. Drehmoment bei min−1                  | 500 Nm/1370–4500          | 500 Nm/1370–4500          | 500 Nm/1370–4500          | 400 Nm/1750–3250          | 400 Nm/1750–3250          | 500 Nm/1750–3250          | 500 Nm/1500–3250          | 500 Nm/1500–3250          | 620 Nm/2250–3000          | 620 Nm/1750–3000          | 620 Nm/1750–3000          | 700 Nm/2500–3100                        | 700 Nm/1750–3250                        | 700 Nm/1750–3250                        |
| Antriebsart, Serie                         | Allradantrieb             | Allradantrieb             | Allradantrieb             | Allradantrieb             | Allradantrieb             | Allradantrieb             | Allradantrieb             | Allradantrieb             | Allradantrieb             | Allradantrieb             | Allradantrieb             | Allradantrieb                           | Allradantrieb                           | Allradantrieb                           |
| Getriebe, Serie                            | 7-Gang-S tronic           | 7-Gang-S tronic           | 7-Gang-S tronic           | 7-Gang-S tronic           | 7-Gang-S tronic           | 8-Stufen-tiptronic        | 7-Gang-S tronic           | 7-Gang-S tronic           | 8-Stufen-tiptronic        | 8-Stufen-tiptronic        | 8-Stufen-tiptronic        | 8-Stufen-tiptronic                      | 8-Stufen-tiptronic                      | 8-Stufen-tiptronic                      |
| Leergewicht                                | 1945 kg                   | 1945 kg                   | 1945 kg                   | 1900 kg                   | 1900 kg                   | 2020 kg                   | 2020 kg                   | 2020 kg                   | 2020 kg                   | 2020 kg                   | 2020 kg                   | 2085 kg                                 | 2085 kg                                 | 2085 kg                                 |
| max. Anhängelast                           | 2500 kg                   | 2500 kg                   | 2500 kg                   | 2000 kg                   | 2000 kg                   | 2500 kg                   | 2500 kg                   | 2500 kg                   | 2500 kg                   | 2500 kg                   | 2500 kg                   | 2500 kg                                 | 2500 kg                                 | 2500 kg                                 |
| Beschleunigung, 0–100 km/h                 | 5,5 s                     | 5,5 s                     | 5,2 s                     | 7,8 s                     | 7,8 s                     | 6,7 s                     | 6,6 s                     | 6,6 s                     | 5,9 s                     | 5,8 s                     | 5,8 s                     | 5,2 s                                   | 5,2 s                                   | 5,2 s                                   |
| Höchstgeschwindigkeit                      | 250 km/h                  | 250 km/h                  | 250 km/h                  | 237 km/h                  | 237 km/h                  | 250 km/h (abgeregelt)     | 250 km/h (abgeregelt)     | 250 km/h (abgeregelt)     | 250 km/h (abgeregelt)     | 250 km/h (abgeregelt)     | 250 km/h (abgeregelt)     | 250 km/h (abgeregelt)                   | 250 km/h (abgeregelt)                   | 250 km/h (abgeregelt)                   |
| Kraftstoffverbrauch auf 100 km, kombiniert | 7,4–7,6 Liter Super       | 7,6–7,8 Liter Super       | 8,4–9,1 Liter Super       | 5,0–5,2 Liter Diesel      | 5,8–6,4 Liter Diesel      | 5,8–5,9 Liter Diesel      | 6,1–6,2 Liter Diesel      | 6,6–7,1 Liter Diesel      | 5,8–5,9 Liter Diesel      | 6,1–6,2 Liter Diesel      | 6,6–7,1 Liter Diesel      | 6,4–6,6 Liter Diesel                    | 6,3–6,4 Liter Diesel                    | 6,9–7,5 Liter Diesel                    |
| CO2-Emission                               | 169–174 g/km              | 174–177 g/km              | 191–207 g/km              | 132–136 g/km              | 152–169 g/km              | 152–156 g/km              | 160–164 g/km              | 173–186 g/km              | 152–156 g/km              | 158–160 g/km              | 174–186 g/km              | 168–172 g/km                            | 167–170 g/km                            | 181–196 g/km                            |
| Abgasnachbehandlung, PM                    | —                         | —                         | —                         | Dieselpartikelfilter      | Dieselpartikelfilter      | Dieselpartikelfilter      | Dieselpartikelfilter      | Dieselpartikelfilter      | Dieselpartikelfilter      | Dieselpartikelfilter      | Dieselpartikelfilter      | Dieselpartikelfilter                    | Dieselpartikelfilter                    | Dieselpartikelfilter                    |
| Abgasnachbehandlung, NOX                   | —                         | —                         | —                         | SCR-Katalysator           | SCR-Katalysator           | SCR-Katalysator           | SCR-Katalysator           | SCR-Katalysator           | SCR-Katalysator           | SCR-Katalysator           | SCR-Katalysator           | SCR-Katalysator                         | SCR-Katalysator                         | SCR-Katalysator                         |
| Abgasnorm nach EU-Klassifikation           | Euro 6d-TEMP-EVAP-ISC     | Euro 6d-ISC-FCM           | Euro 6e                   | Euro 6d-ISC-FCM           | Euro 6e                   | Euro 6d-TEMP-EVAP-ISC     | Euro 6d-ISC-FCM           | Euro 6e                   | Euro 6d-TEMP-EVAP-ISC     | Euro 6d-ISC-FCM           | Euro 6e                   | Euro 6d-TEMP-EVAP-ISC                   | Euro 6d-ISC-FCM                         | Euro 6e                                 |